# Zajedničko porijeklo
Za uporabu termina u lingvistici i filologiji vidi komparativnu metodu, historijsku lingvistiku, prajezik i tekstualnu kritiku.
Zajedničko porijeklo u evolucijskoj biologiji dijeli grupa organizama koje povezuje zajednički predak. Postoji čvrst dokaz da svi živući organizmi na Zemlji potječu od zajedničkog pretka znana kao posljednji univerzalni predak ili LUA (od engl. last universal ancestor), odnosno posljednji univerzalni zajednički predak ili LUCA (od engl. last universal common ancestor).
Zajedničko porijeklo među organizmima različitih vrsta nastaje tijekom specijacije u kojoj se uspostavljaju nove vrste od jedinstvene predačke populacije. Organizmi koji dijele recentnijeg zajedničkog pretka bliže su srodni. Posljednji zajednički predak svih trenutačno živućih organizama jest posljednji univerzalni predak, koji je živio prije oko 3,9 milijarde godine. Najraniji dokazi života na Zemlji jesu grafit za koji je potvrđeno da je biogen, a otkriven je na zapadnom Grenlandu u metasedimentarnim stijenama starim 3,7 milijarda godina i fosili mikrobnog mata otkriveni u pješčenjaku staru 3,48 milijarda godina pronađenu u zapadnoj Australiji. Svi trenutačno živući organizmi na Zemlji dijele zajedničko gensko naslijeđe (univerzalno zajedničko porijeklo), svaki je od njih potomak jedinstvene izvorne vrste iako je sugestija značajnog horizontalnog genskog transfera tijekom rane evolucije otvorila pitanja o monofiliji života.
Univerzalno zajedničko porijeklo putem evolucijskog procesa, tj. da postoji samo jedan progenitor, jedan praroditelj za sve životne oblike, prvi je predložio Charles Darwin u svojem djelu O porijeklu vrsta koje je završavalo: "Ima veličanstvenosti u takvu poimanju života, s različitim njegovim moćima koje su početno udahnute u nekoliko oblika ili u samo jedan oblik". Ovu su teoriju nedavno popularizirali Richard Dawkins, u svojem djelu Priča o predcima, i drugi.

## Više informacija
- Priča o predcima

## Vanjske poveznice
- 29+ Evidences for Macroevolution: the Scientific Case for Common Descent. Iz TalkOrigins Archivea
- The Tree of Life Web Project